# سطر (إيران)
سطر (بالفارسية: سطر) هي مدينة تقع في سنقر وكليايي في محافظة كرمانشاه في إيران. يقدر عدد سكانها بـ 1,284 نسمة .